# Andrew Forrest
John Andrew Henry Forrest (Perth, Australia, 18 de noviembre de 1961), apodado Twiggy, es un empresario y filántropo australiano. Es conocido por ser el exdirector ejecutivo (y presidente no ejecutivo actual) de Fortescue Metals Group (FMG), pero también tiene interés además de en la industria minera y en las estaciones de ganado.
Con un valor neto evaluado de Un$6.84 mil millones según la 2017 Revisión Financiera Lista Rica, Forrest encuentra entre los diez australianos más ricos. En 2008 fue la persona más rica de Australia. En 2013, Forrest y su esposa, Nicola, era los primeros australianos en prometer la mayoría de su riqueza a caridad en sus vidas. Previamente, en 2011, había renunciado como director ejecutivo de Fortescue Metales dedicarle más tiempo a la filantropía. Buena parte de su filantropía se ha realizado sea mediante Minderoo Fundación, enfocada en la educación de aborígenes australianos, o Walk Free Foundation, enfocada en terminar la esclavitud moderna, ambas fundadas por él. En 2014, Forrest y su esposa, Nicola, comprometieron $65 millones por más de 10 años a través de Minderoo Foundation, estableciendo la Fundación Forrest Research para ofrecer becas al alumnado que buscando un PhD en una universidad de Australia Occidental.
A 2023 la fortuna de Forrest se estima en 17,8 mil millones de dólares según la revista Forbes. 